# جوي كومو
جوي كومو (بالإنجليزية: Joey Comeau)‏ (26 سبتمبر 1980، إدمونتون في كندا)؛ كاتب وروائي كندي.

## روابط خارجية
- جوي كومو على موقع ميوزك برينز (الإنجليزية)